# Bedford CF
Der Bedford CF war ein leichter Transporter, der von Vauxhall Motors in Luton zwischen 1969 und 1988 als Nachfolger des Bedford CA gebaut wurde.

## Modellgeschichte

### Allgemeines
Der Bedford CF war nach dem Ford Transit der am zweithäufigsten verkaufte Lieferwagen in Großbritannien. Wie der Transit war der CF breiter und daher besser zu nutzen als die Wettbewerber von Austin-Morris, Rootes und Volkswagen. Der CF war auch der beliebteste Camper. Frühe Hymer Aufbauten beruhten auf dem Bedford Chassis. Wegen seiner amerikanischen Van-Anmutung wurde Bedford CF in den gesamten 1970er und 1980er Jahren gerne von externen Tunern umgebaut.
Der Bedford CF war weit verbreitet. Die britische Polizei setzte ihn als Gefangenentransporter und zur Begleitung von Demonstrationen ein. Auch im Baugewerbe und im Baustoffhandel war er sehr beliebt. Kurierdienste und die britische Post nutzen ihn. Auch als Camper wurde er wegen seines Platzangebotes und seines geringen Benzinverbrauchs eingesetzt. In Großbritannien diente und dient er vielfach als Eiscremeverkaufsfahrzeug.

### CF (1969–1980)
Der erste CF-Transporter wurde Ende 1969 eingeführt und war eines der beliebtesten leichten Nutzfahrzeuge auf britischen Straßen. Häufig diente der CF auch als Basisfahrzeug für Camperumbauten (vgl. Dormobile).
Der Motor war der 1967 im Vauxhall FD Victor eingeführte „Slant Four“ mit zahnriemengetriebener obenliegender Nockenwelle. Über die Jahre stieg der Hubraum der Vierzylindermotoren von 1598 cm³ über 1759 cm³ und 1975 cm³ bis auf 2259 cm³, sonst blieben die Motoren aber unverändert. Es gab dazu verschiedene Getriebe mit Handschaltung, ein Dreiganggetriebe von Vauxhall, Vierganggetriebe von Vauxhall, Bedford und ZF, ein Fünfganggetriebe von ZF und ein Automatikgetriebe von GM. Auf Wunsch gab es auch ein Overdrive von Laycock-de-Normanville für das Vierganggetriebe von Vauxhall.
Es gab drei Sorten von Aufbauten für den CF1: einen einfachen Kasten als Wettbewerber für den Ford Transit, einen Lieferwagen mit separatem Führerhaus, auf dem verschiedene Aufbauten von Fremdlieferanten befestigt werden konnten, und den Camper Dormobile.
Auf der Basis des CFL 350 wurde von 1979 bis 1982 auch ein Kleinbus gebaut. Das Chassis war eigentlich für die Produktion von Lieferwagen mit einer Nutzlast von 35 cwt (ungefähr 1750 kg) vorgesehen. An der Hinterachse hatte es Zwillingsräder. Für den Bus wurde auf das Fahrgestell ein Aufbau für 17 Fahrgäste gesetzt. Gegenüber dem Lieferwagen war der Aufbau weit nach vorn gezogen, so dass er fast einem Frontlenker glich. Rund 180 Aufbauten wurden von Reeve Burgess geliefert, 34 Stück kamen von Plaxton. Plaxton adaptierte dabei den Supreme-Aufbau für das Fahrzeug. Die Aufbauten waren 7 Fuß und 6 Zoll (ca. 229 cm) breit. Die Sitze waren in drei Reihen angeordnet, dabei befanden sich jeweils ein Doppelsitz links und rechts des Mittelgangs und eine Sitzbank mit fünf Sitzen im Heck des Fahrzeugs. Zur Wahl standen verschiedene Otto- und Dieselmotoren. Bevorzugt wurde der 2,0-l-Vierzylinder-Ottomotor von Opel mit einer Leistung von 59 bhp (43 kW) bei 4400 min−1. Zusammen mit einem Fünfgang-Schaltgetriebe von ZF erreichte der Wagen eine Höchstgeschwindigkeit von ungefähr 105 km/h. Der 2,3-Liter-Motor von Opel hatte eine höhere Leistung, aber auch einen höheren Kraftstoffverbrauch. Dieselmotoren waren wegen der starken Geräuschentwicklung nicht sonderlich beliebt. Die Busse kamen vor allem bei Hotels und im Ausflugsverkehr zum Einsatz. Grund für die geringe Verbreitung war der hohe Preis, der mit £20.500 bis £21.000 dreimal so hoch wie der Preis für einen Lieferwagen auf dem gleichen Chassis war.

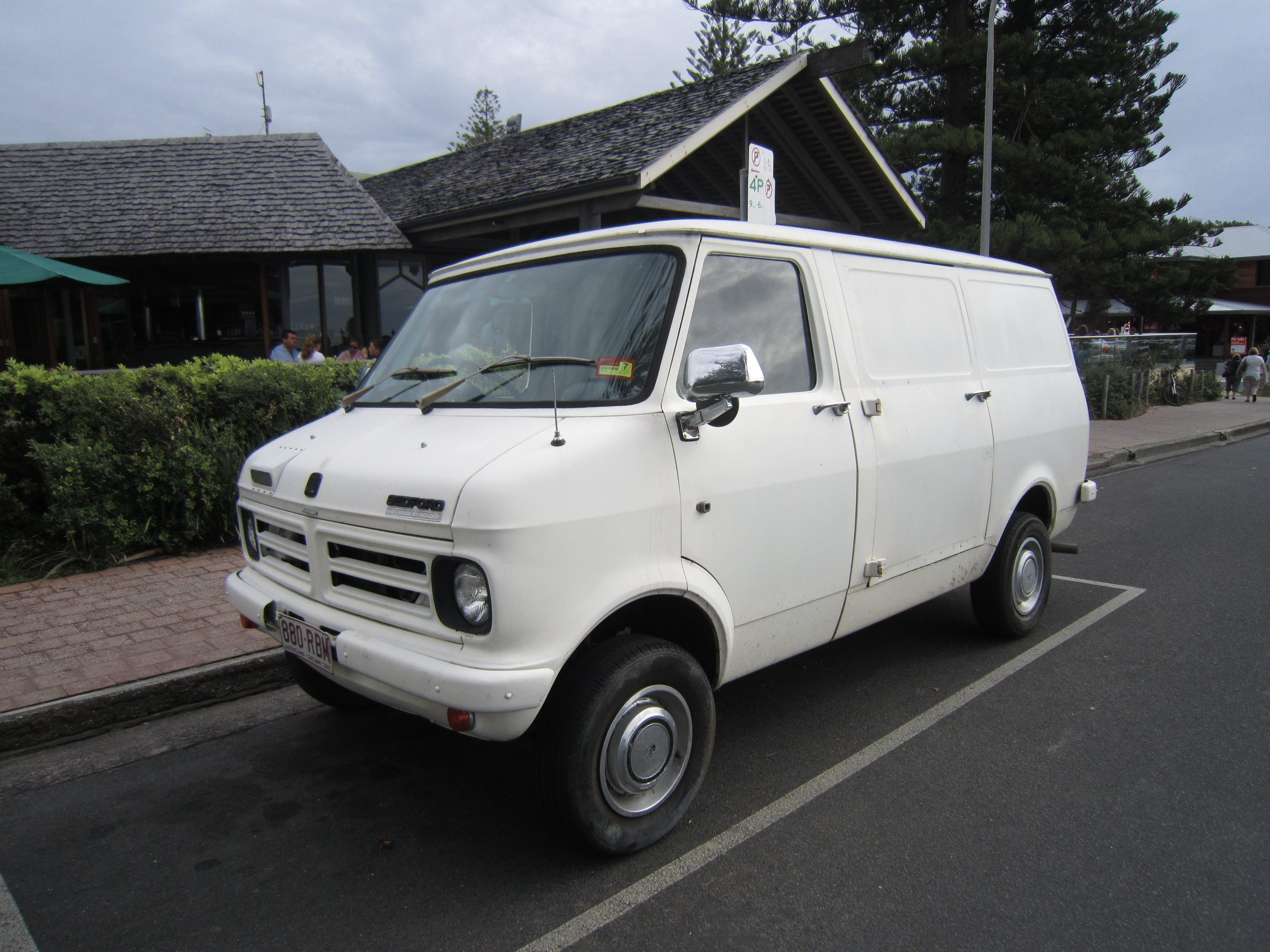
Bedford CF
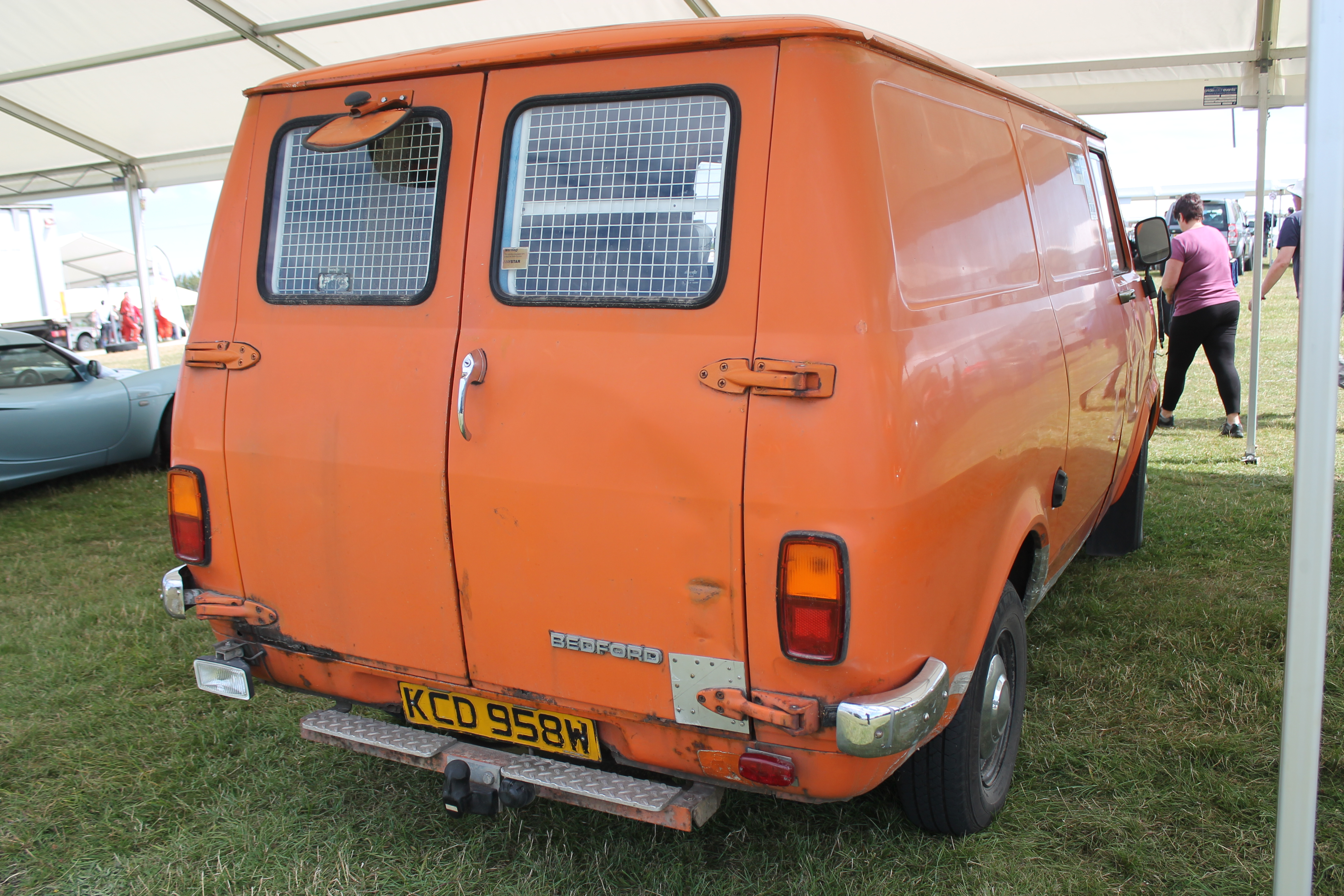
Bedford CF
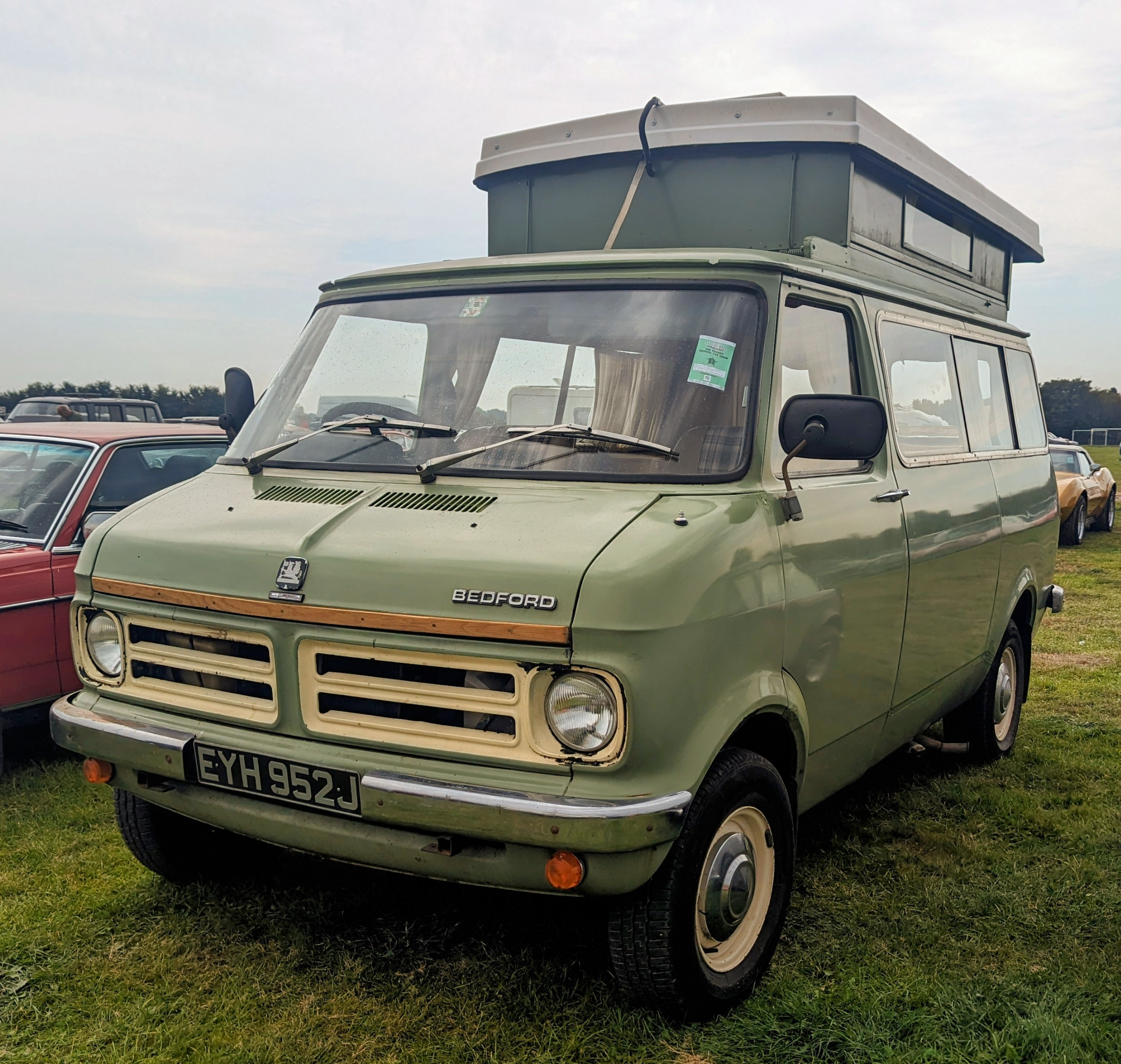
Bedford CF Campervan
Bedford CF 350
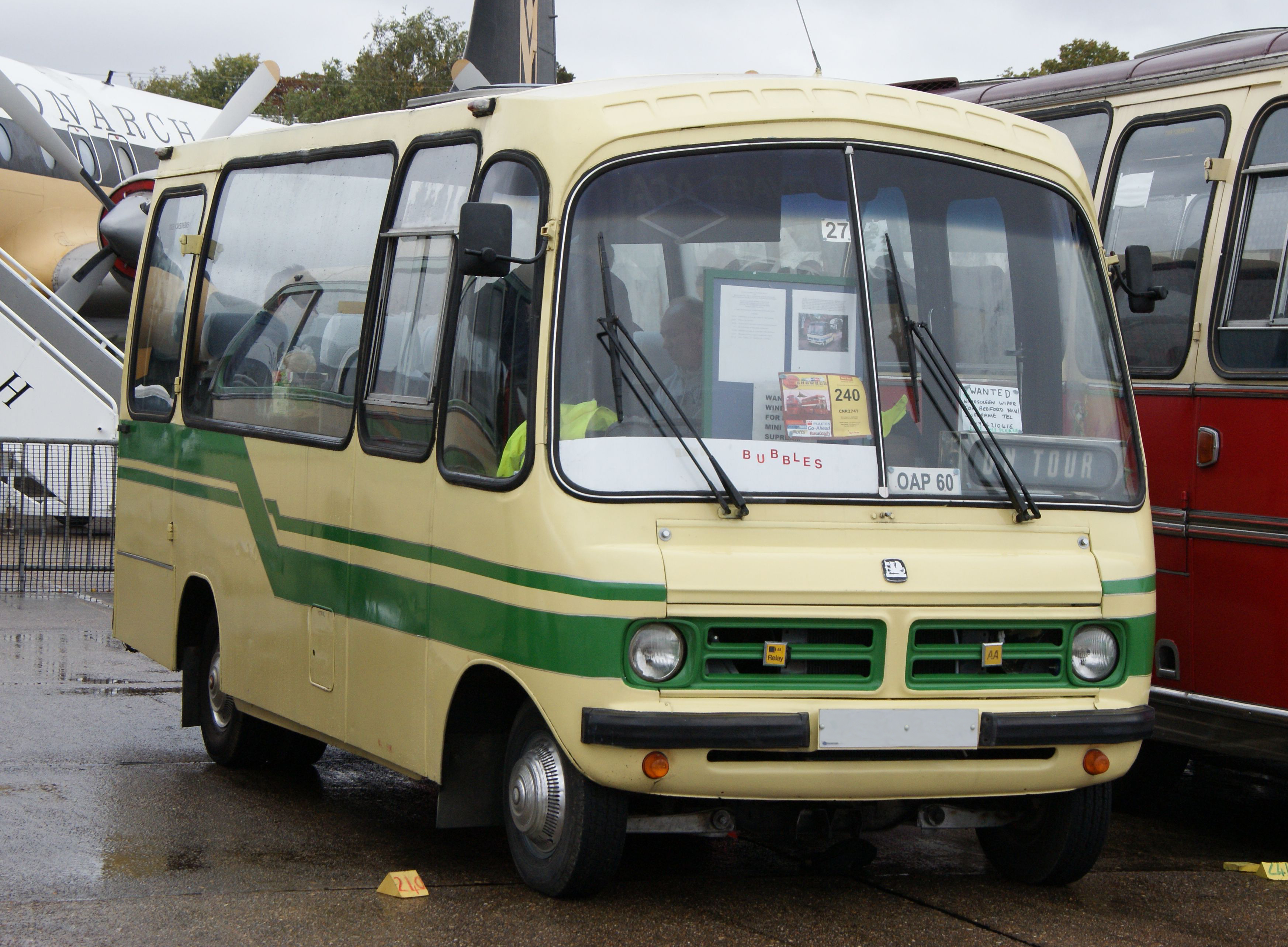
Bedford CF mit Mini Supreme-Aufbau von Plaxton

### CF1 (1980–1984)
Das Facelift der CF-Serie 1 wurde 1980 eingeführt und damit wurde der eingeführte 2,3-l-Dieselmotor Opel 23D mit 45 kW (61 PS) vorgestellt.
Nach Deutschland exportierte Einheiten (Bedford Blitz) erhielten einen kleineren 2,0-l-Diesel mit 44 kW (60 PS). Dieser Motor wurde auch in vielen anderen Exportmärkten eingebaut, in denen die Steuerklassen für Motoren mit weniger als zwei Litern Hubraum geeignet waren, wie etwa in den Benelux-Ländern und Finnland. Die 1,8- und 2,3-l-Benzinmotoren blieben gleich.
Die neu gestaltete Frontpartie wurde so konstruiert, dass durch das Entfernen von 8 Schrauben die gesamte Frontplatte vollständig entfernt werden konnte, wodurch einfacher Zugang zum Motor geschaffen wurde, sodass er von vorne und nicht wie beim CF1 von unten ausgebaut werden konnte.
Das CF1-„Facelift“ wird oft mit einem CF2 verwechselt, da es äußerlich schwer zu unterscheiden ist. Die einfachste optische Überprüfung ist, dass das CF-Facelift dieselben alten metallischen Türgriffe und Spiegel wie das CF1 hat, während das CF2 neue aus Kunststoff hat.

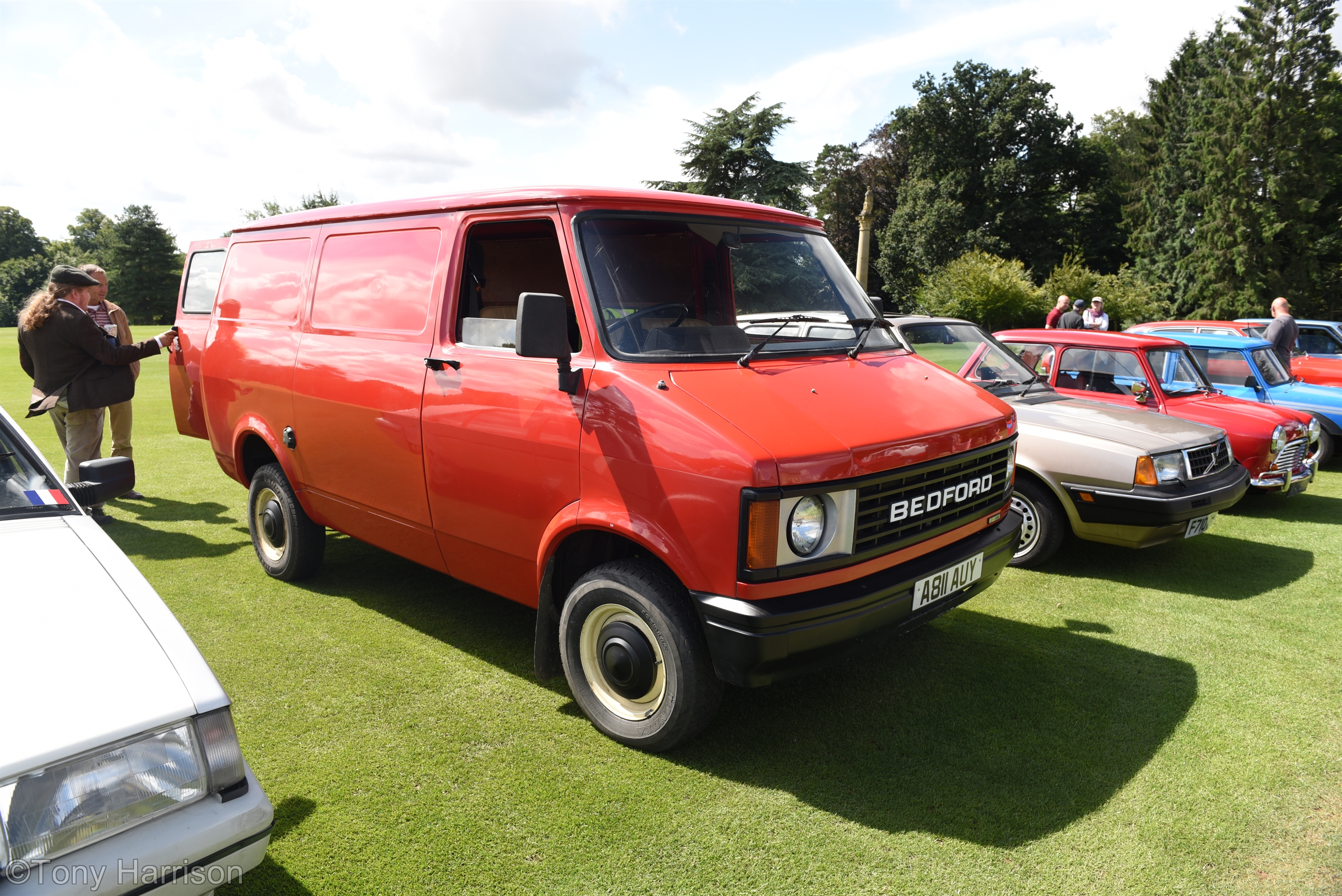
Bedford CF1
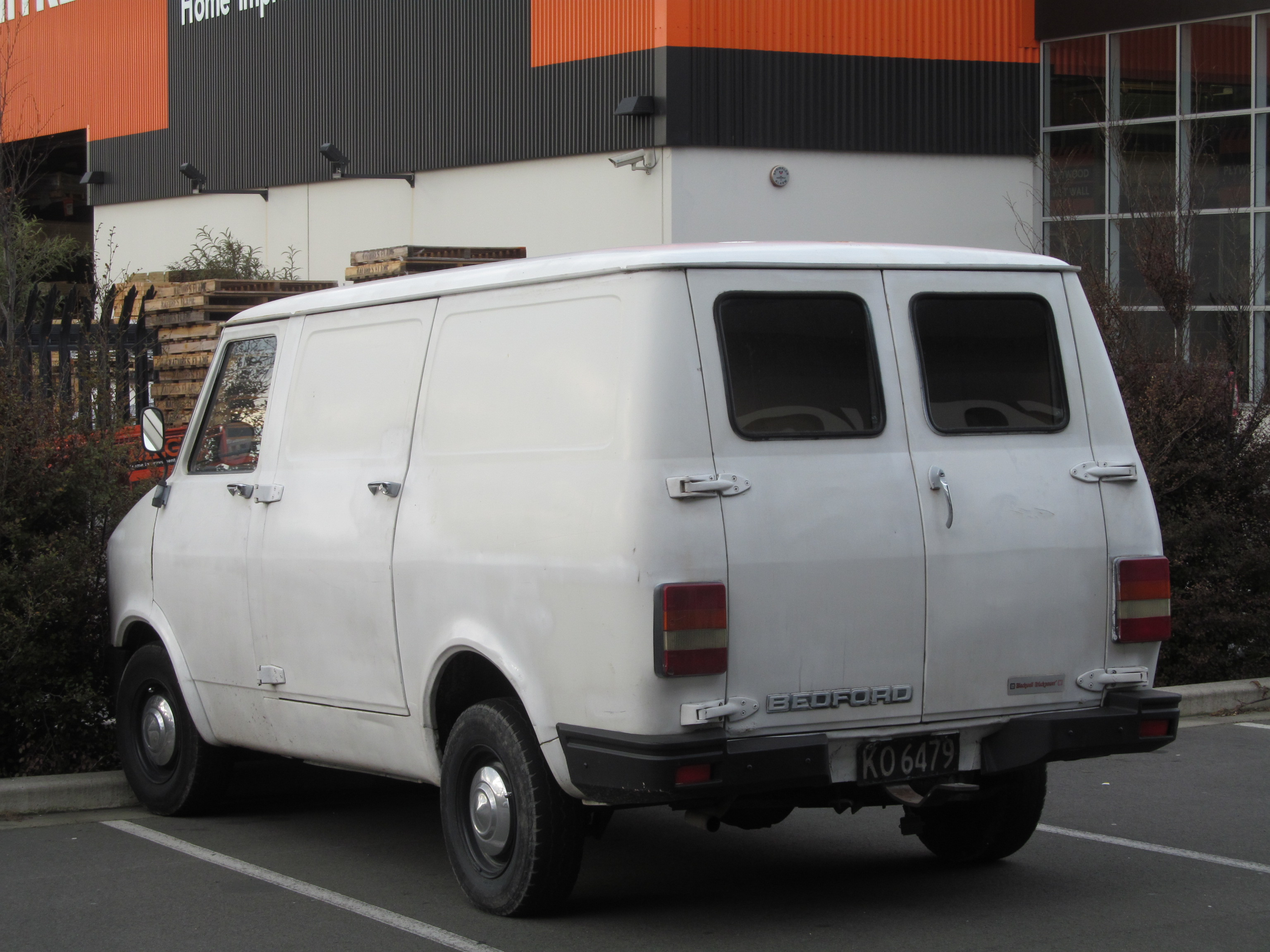
Bedford CF
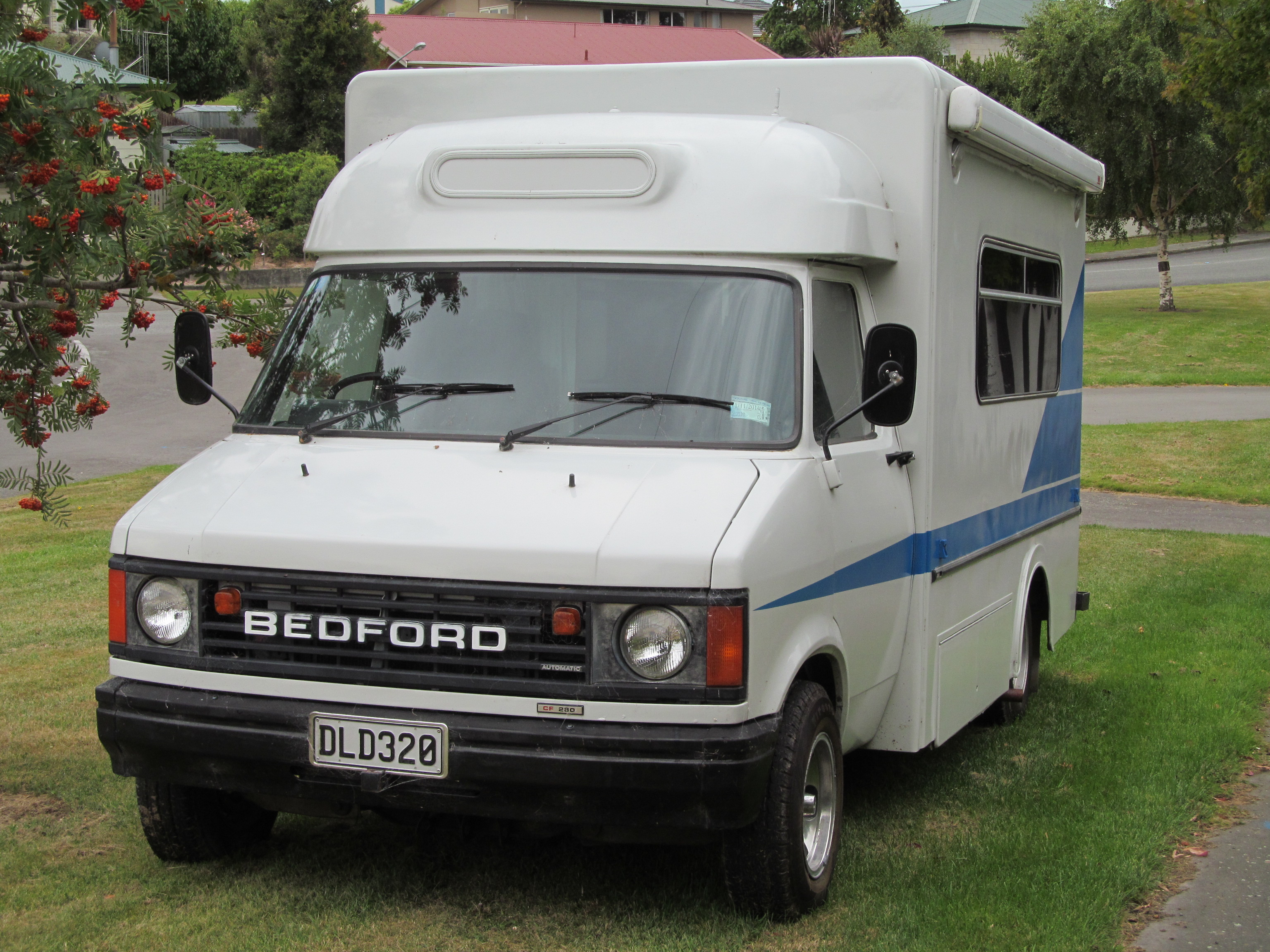
Bedford CF280 ex-Ambulance
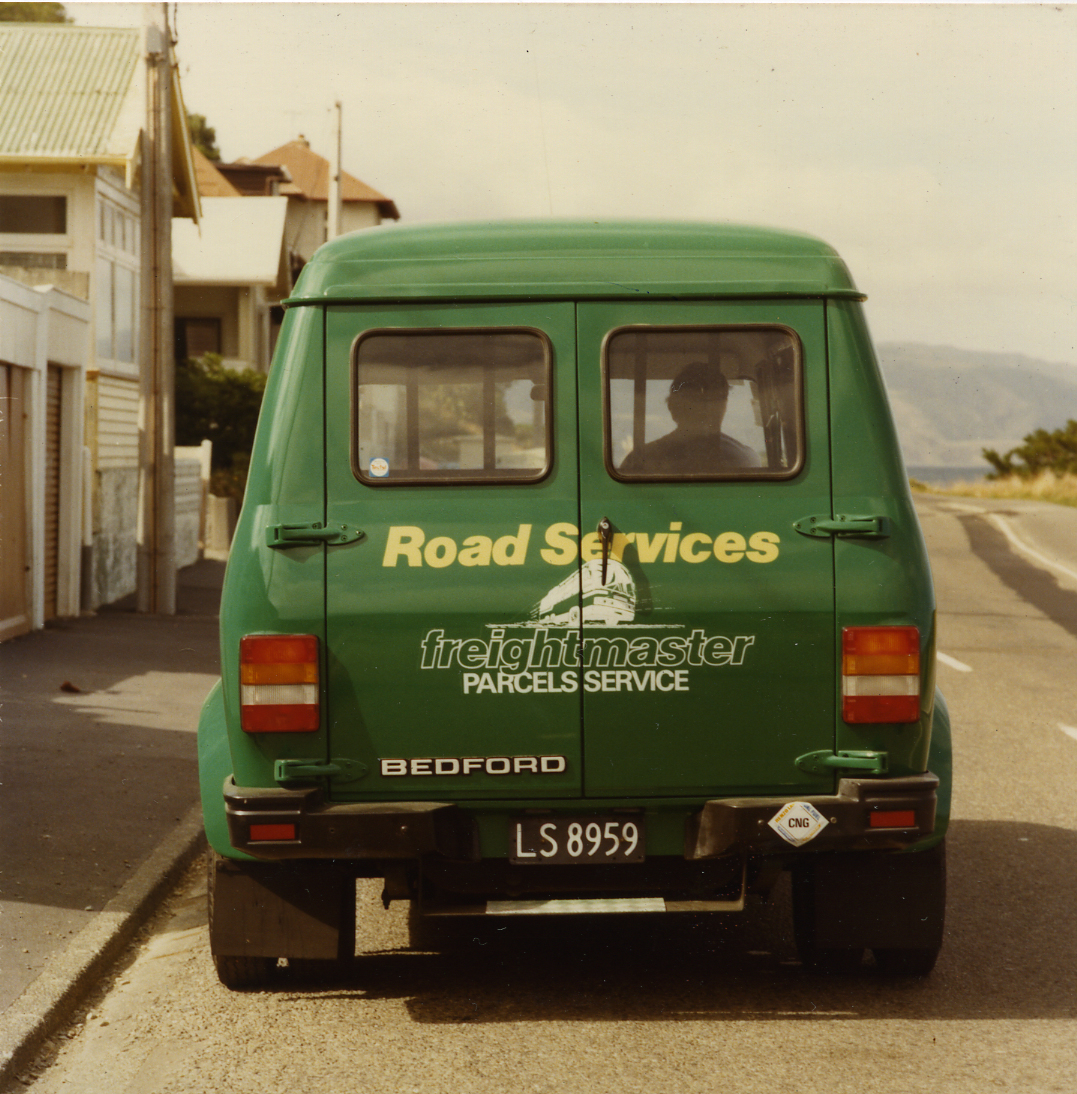
Bedford CF1

### CF2 (1984–1988)
Der CF2 wurde 1984 eingeführt. Er unterschied sich vom CF1 geringfügig durch unscheinbare Details. Am einfachsten ist der CF2 vom CF1 durch breitere Türgriffe aus Kunststoff zu erkennen, die erst ab 1984 verbaut wurden.

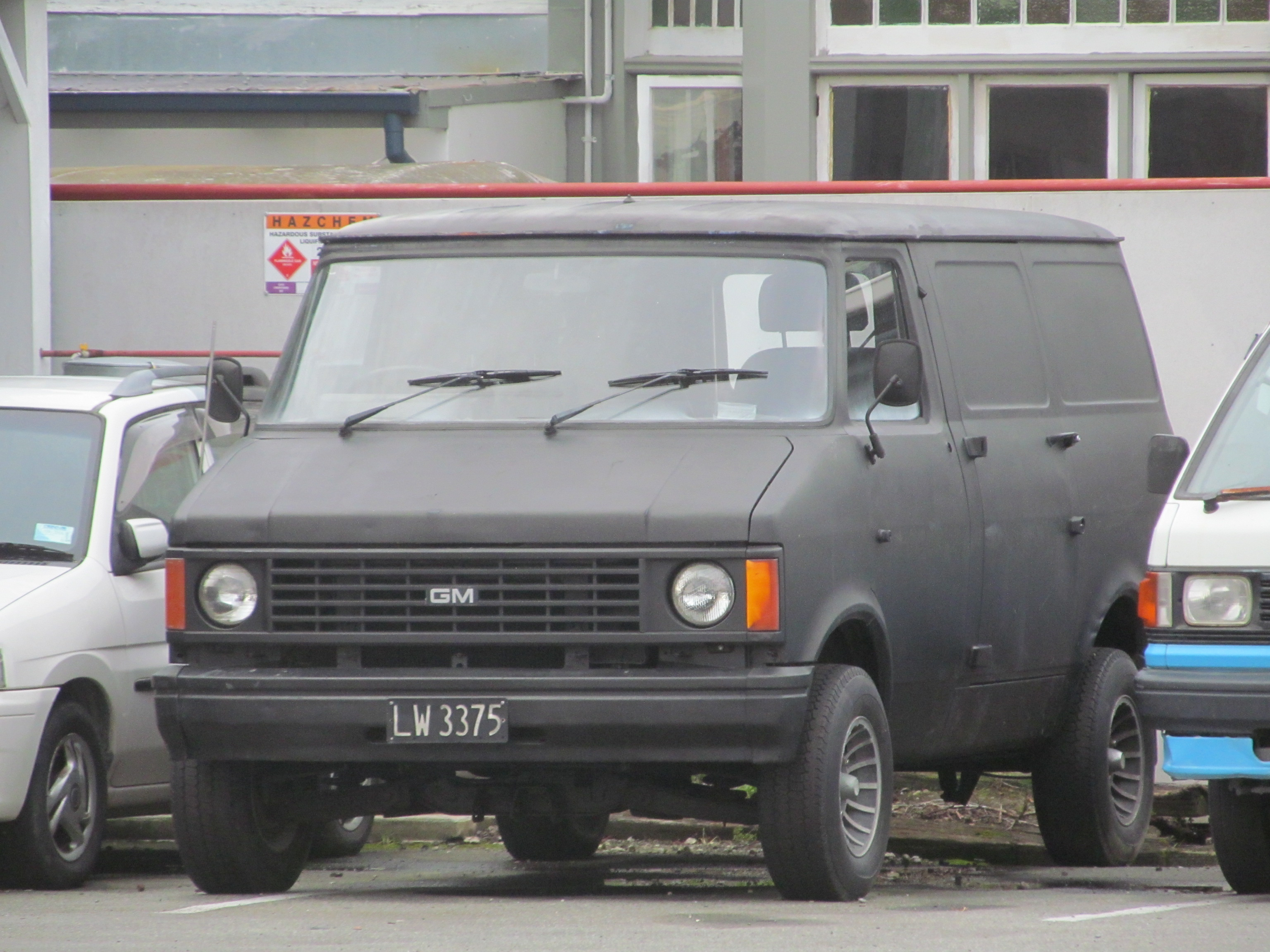
Bedford CF2
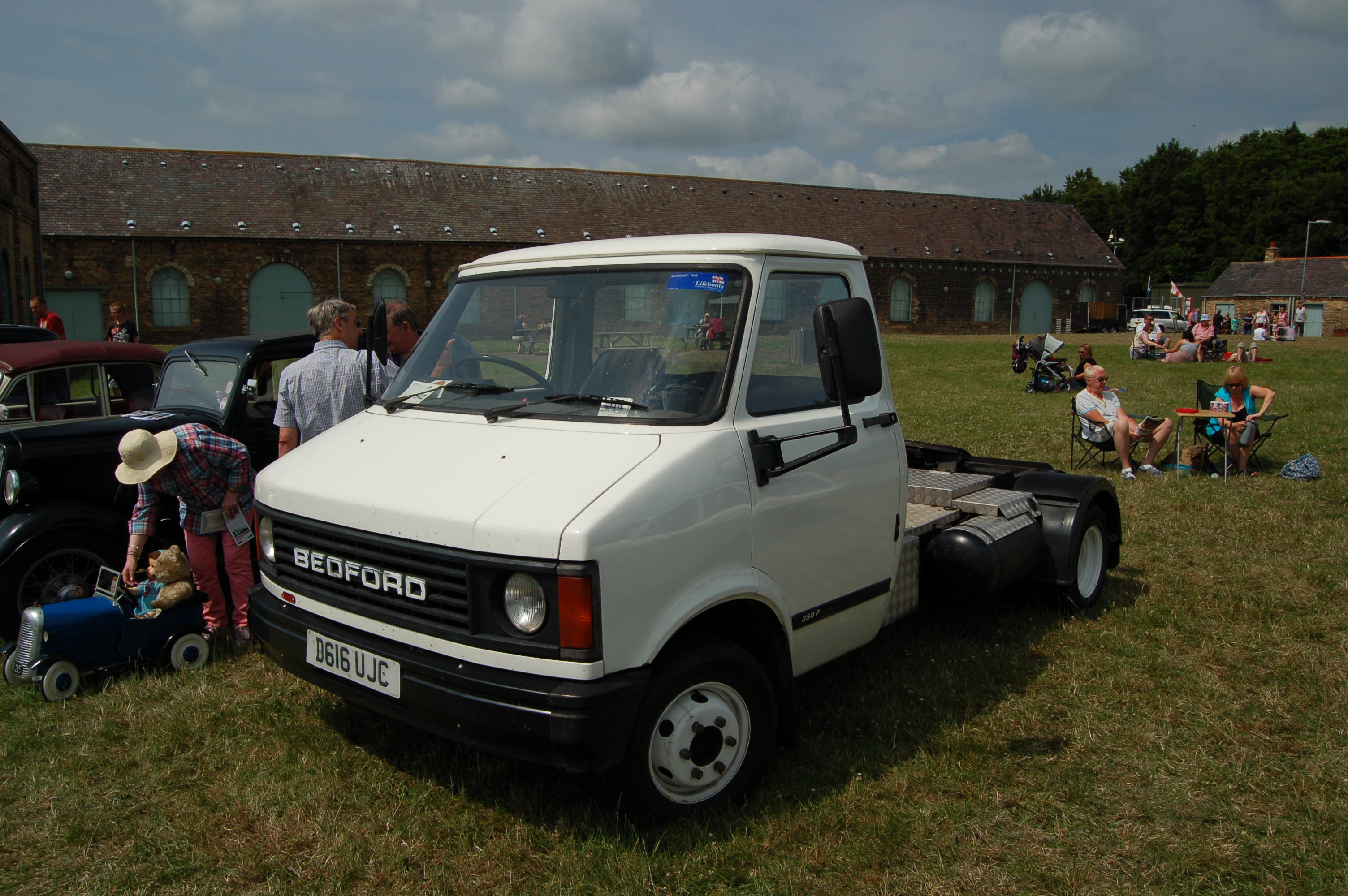
Bedford CF2
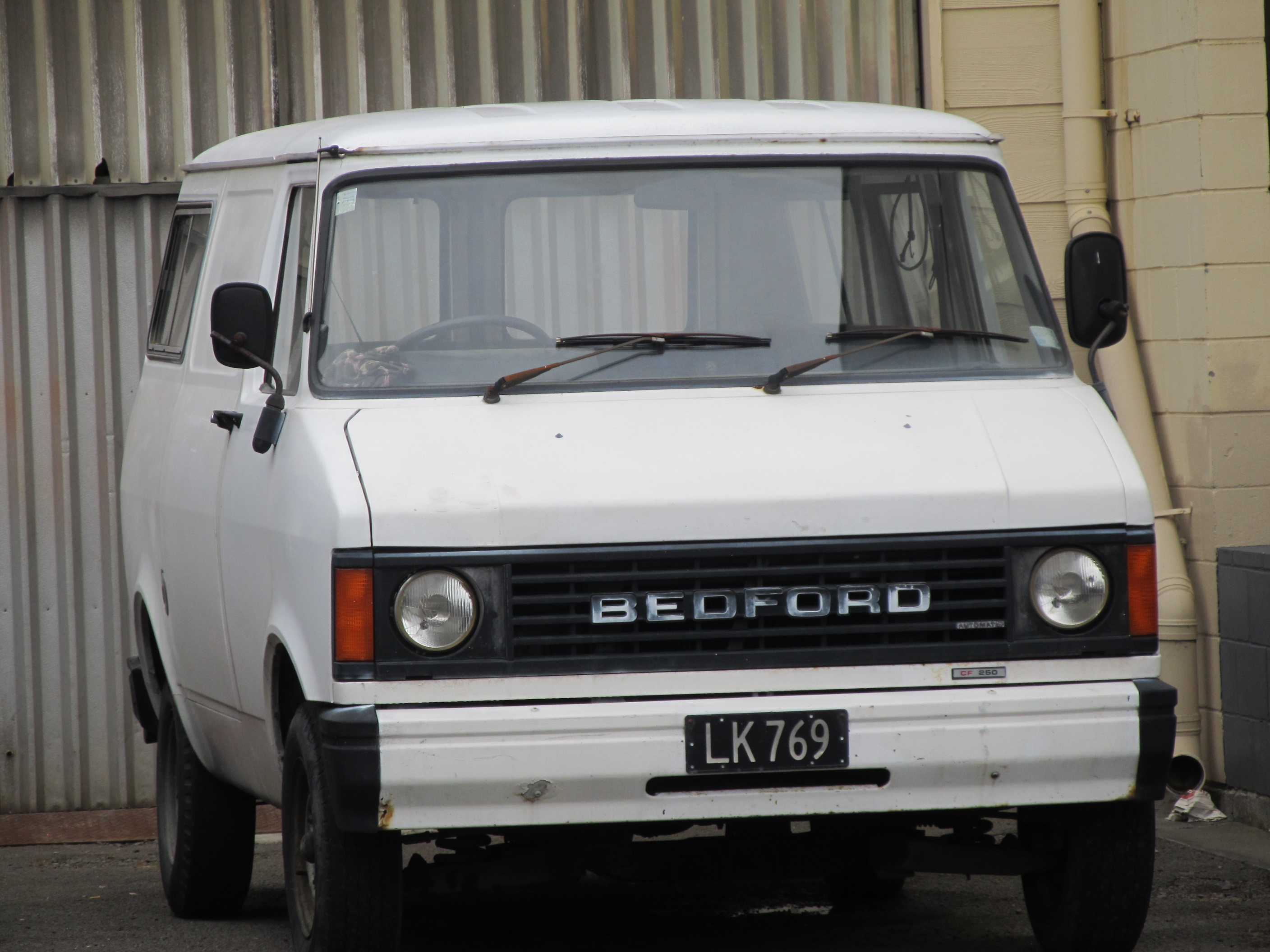
Bedford CF2
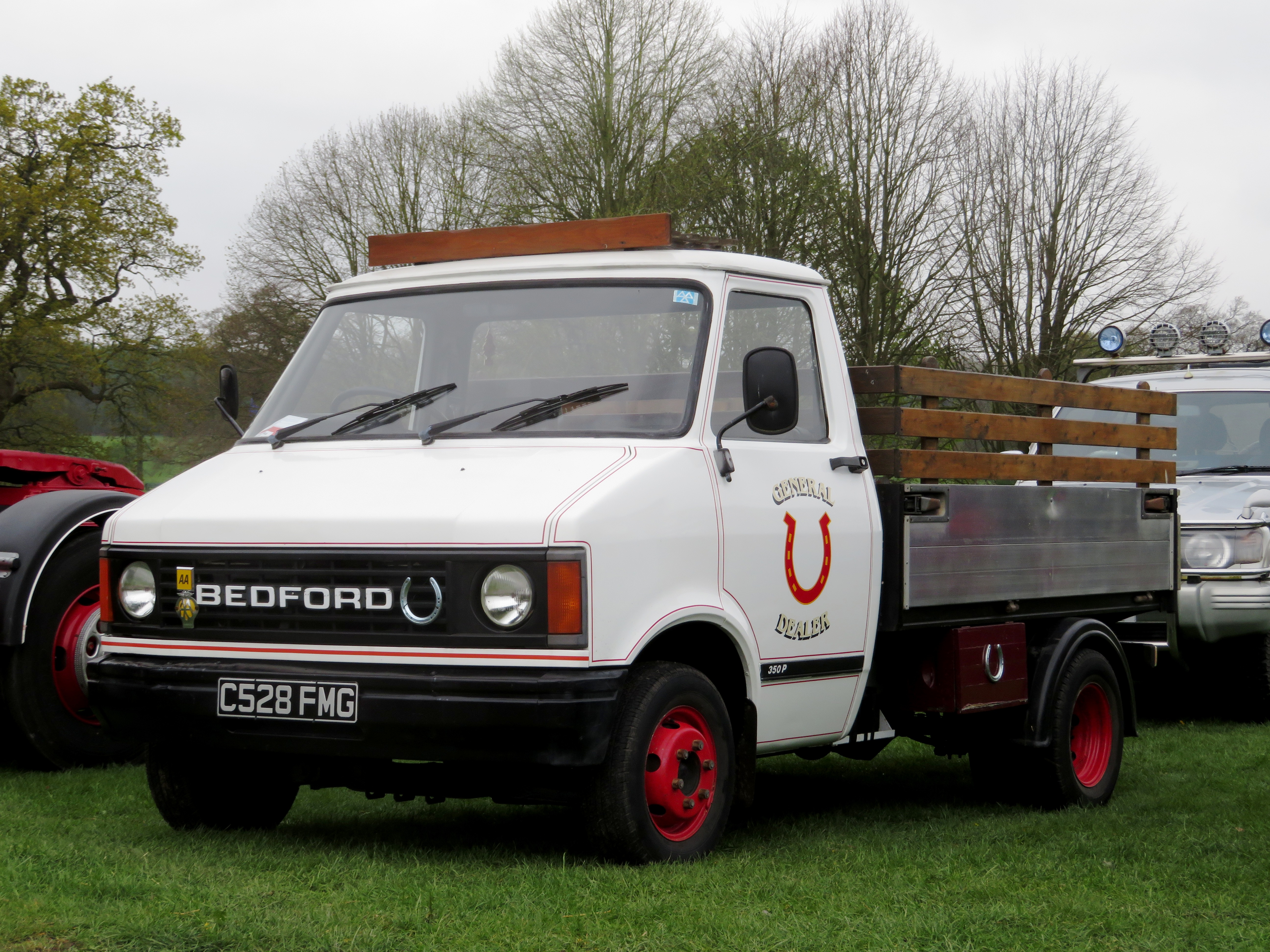
Bedford CF2

## Technische Daten
| Modell            | Bezeichnung | Nutzlast   | Radstand | Hubraum                |
| ----------------- | ----------- | ---------- | -------- | ---------------------- |
| 14/18 cwt         | 97100       | 700–900 kg | 2692 mm  | 1599 cm³ oder 1759 cm³ |
| 22 cwt            | 97300       | 1100 kg    | 2692 mm  | 1975 cm³ oder 2259 cm³ |
| 25 cwt            | 97500       | 1250 kg    | 3200 mm  | 1975 cm³ oder 2259 cm³ |
| 35 cwt            | 97700       | 1750 kg    | 3200 mm  | 1975 cm³ oder 2259 cm³ |
| 35 cwt (Code 350) | 97700       | 1750 kg    | 3556 mm  | 2259 cm³               |

## Opel Bedford Blitz

### Allgemeines
Der Opel Bedford Blitz wurde in 1973 nach dem Auslaufen des letzten Opel Blitz in das Verkaufsprogramm von Opel übernommen. Obwohl der Bedford CF bzw. Blitz deutlich kleiner und leichter als der vormalige Opel Blitz war, sollte er Opel im deutschen Markt für leichte Nutzfahrzeuge halten, was letztlich nicht gelang.
Außerhalb Deutschlands als Bedford CF vermarktet, ist dieses Nutzfahrzeug ein bereits zwischen 1969 und 1987 angebotener Kleintransporter aus dem General-Motors-Konzern, damit kam der CF mit Verspätung von vier Jahren auch zu den Kunden in Deutschland. Die zum Konzern gehörende britische Nutzfahrzeugmarke Bedford stellte Ende der 60er Jahre ihre neue Kleintransporter-Reihe Bedford CF vor. Das Fahrzeug war als Kurzhauber mit vor dem Fahrer- und Beifahrersitz positioniertem Motor unter einer kurzen, vor der Frontscheibe gelegenen Motorhaube konstruiert. Erhältlich war der Bedford CF als Kastenwagen/Kombi, Kleinbus und Pritschenwagen, darüber hinaus erlangte er als Basisfahrzeug für Wohnmobilaufbauten große Popularität. Stilistisch und konstruktiv ähnelte er dem damaligen, ebenfalls in Großbritannien entworfenen Ford Transit, der auf dem Heimatmarkt sein größter Konkurrent war, ebenfalls war er zu Gunsten eines niedrigen Preises und einer hohen Nutzlast eher einfach ausgestattet und bot aufgrund einfacher Technik wenig Fahrkomfort.
Für den deutschen Markt war der Opel Bedford Blitz verfügbar mit einem Gesamtgewicht zwischen 2300 und 2800 kg, als Pritschenwagen zwischen 2500 und 3500 kg bei einer Nutzlast von ca. 900 bis 1300 kg. Ausgestattet war der Bedford Blitz zunächst mit ebenfalls aus dem General-Motors-Konzern stammenden Vauxhall-Ottomotoren mit 61 und 80 PS (45 und 59 kW), ab Mitte der 1970er Jahre kam noch ein Opel-Diesel-Aggregat mit 60 PS (44 kW) hinzu.
Im August 1980 erfolgte ein leichtes Facelift, der zuvor in Blech ausgeführte Kühlergrill mit runden Scheinwerfern wich einem dem Zeitgeschmack eher entsprechenden Teil aus schwarzem Hartplastik, zugleich wurden seitliche Plastik-Zierleisten und breitere Stoßstangen sowie neue Rückleuchten eingeführt.

### Markterfolg
In seinem Heimatland kam der Bedford CF langjährig bei Gewerbe und Handwerk durchaus gut an, dagegen war der Bedford Blitz in Deutschland nur wenig erfolgreich, die anfänglich noch höheren Jahresverkaufszahlen sanken schon Anfang der 1980er Jahre in Deutschland in den unteren dreistelligen Bereich. Nicht zuletzt, da inzwischen moderne Modelle anderer Hersteller auf dem Markt waren, z. B. der Mercedes-Benz T 1 und der VW LT. Darüber boten die Wettbewerber einfachere Teileversorgung und Service.
Gut verkaufte er sich allerdings als preiswertes Basisfahrzeug für Wohnmobile, dem einzigen Bereich, wo auch heute noch vereinzelt Fahrzeuge dieses Typs zu finden sind. 1986 endete der Vertrieb in Deutschland. Nachfolgemodell in Deutschland war der Isuzu Midi und Bedford Midi. Erst 1998 bot Opel mit dem Opel Arena einen ähnlich großen Transporter in Deutschland an.

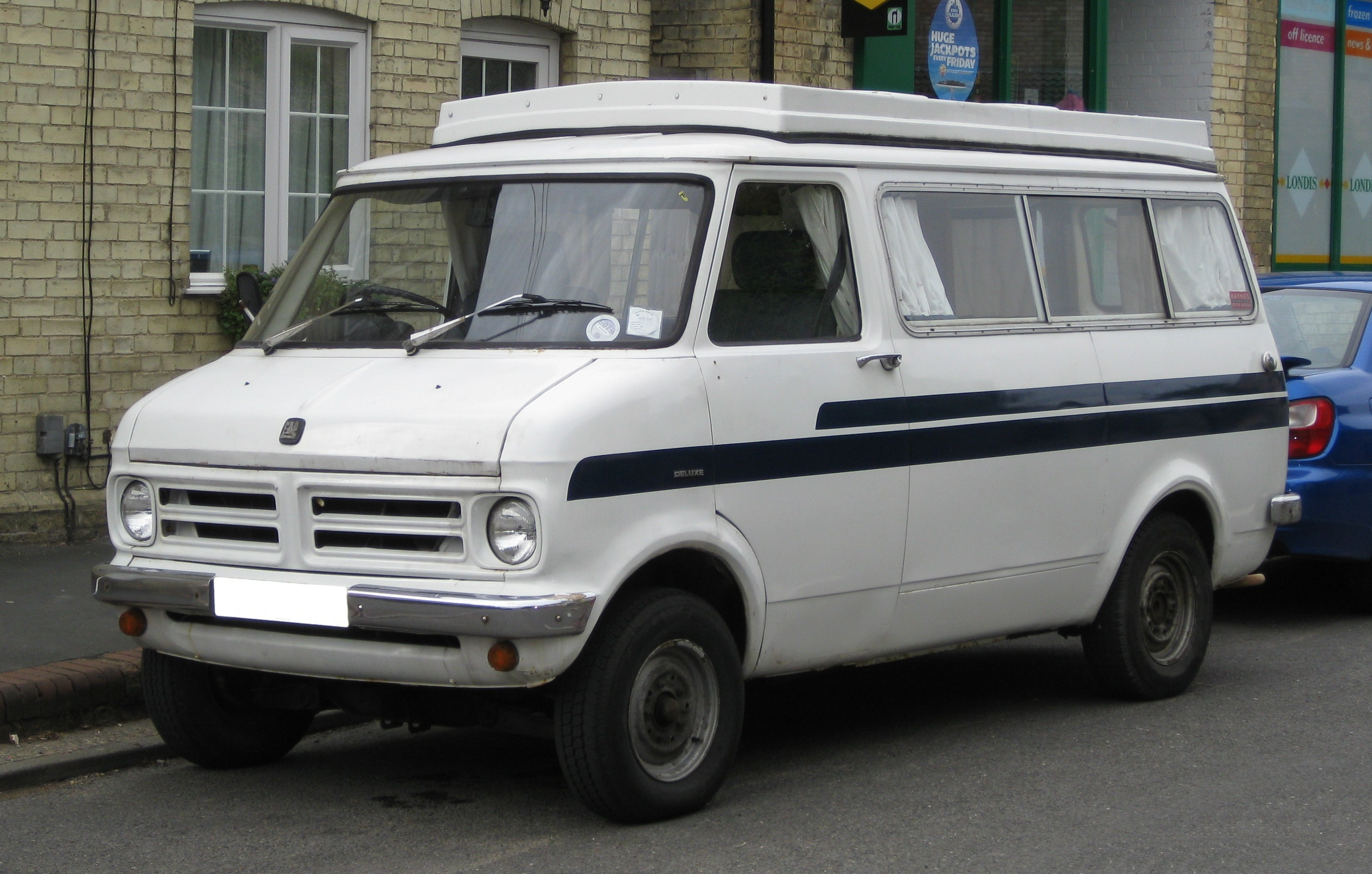
Opel Bedford Blitz CF 1 (1969–1980)
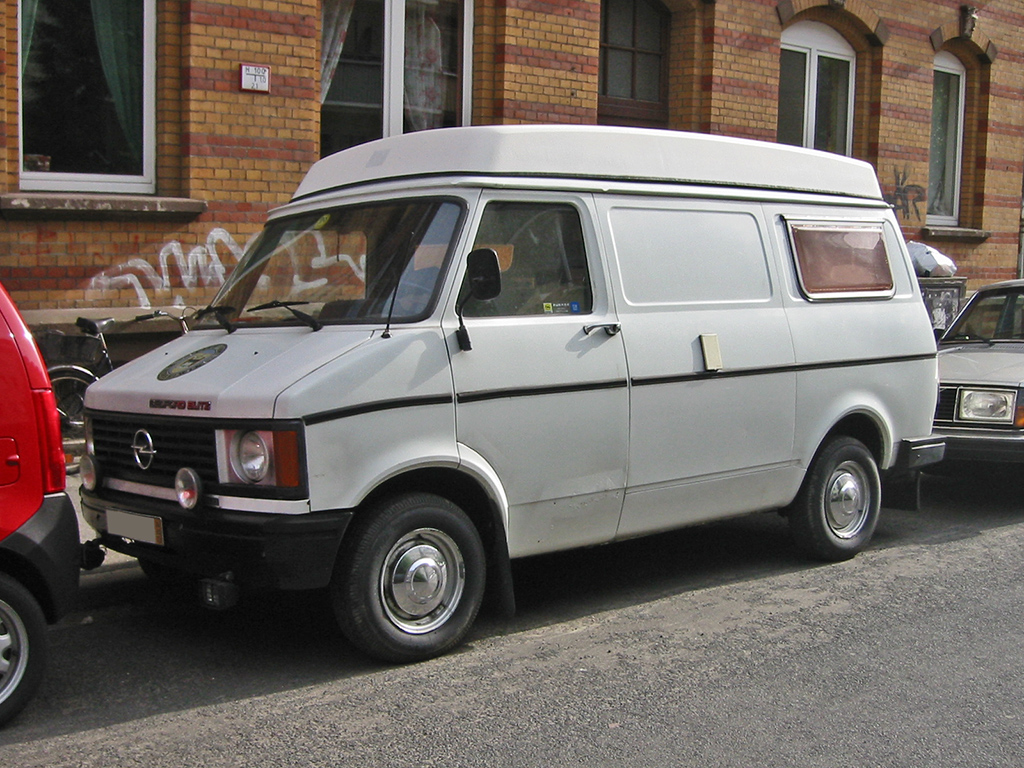
Opel Bedford Blitz (1980–1987)
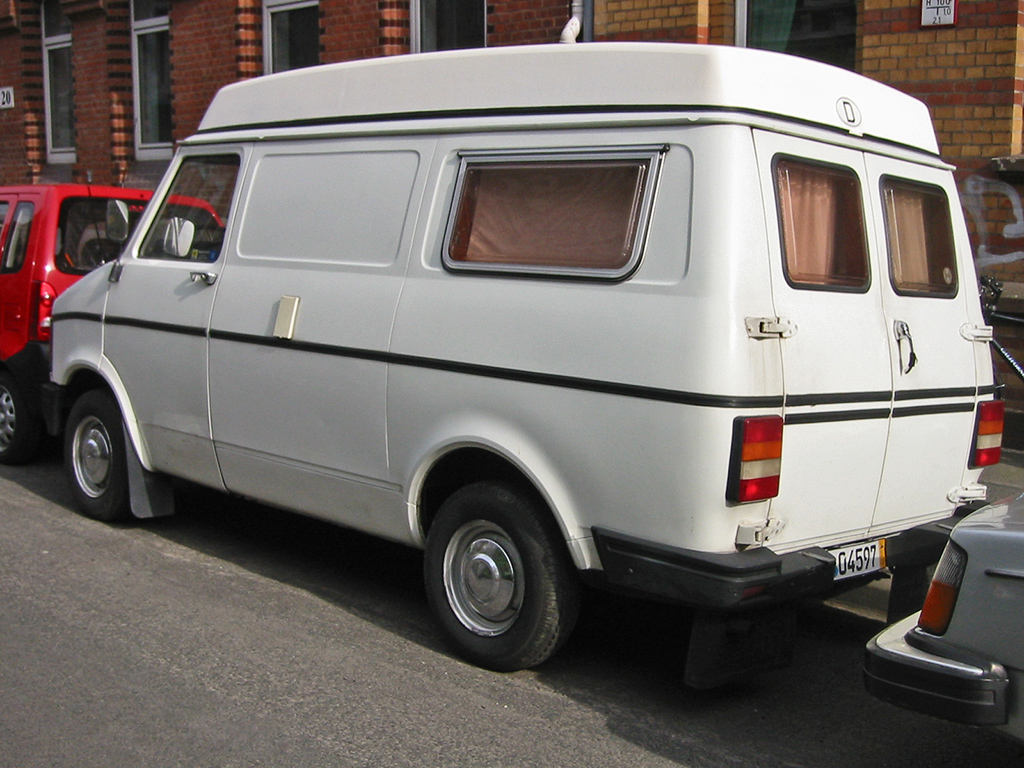
Heckansicht
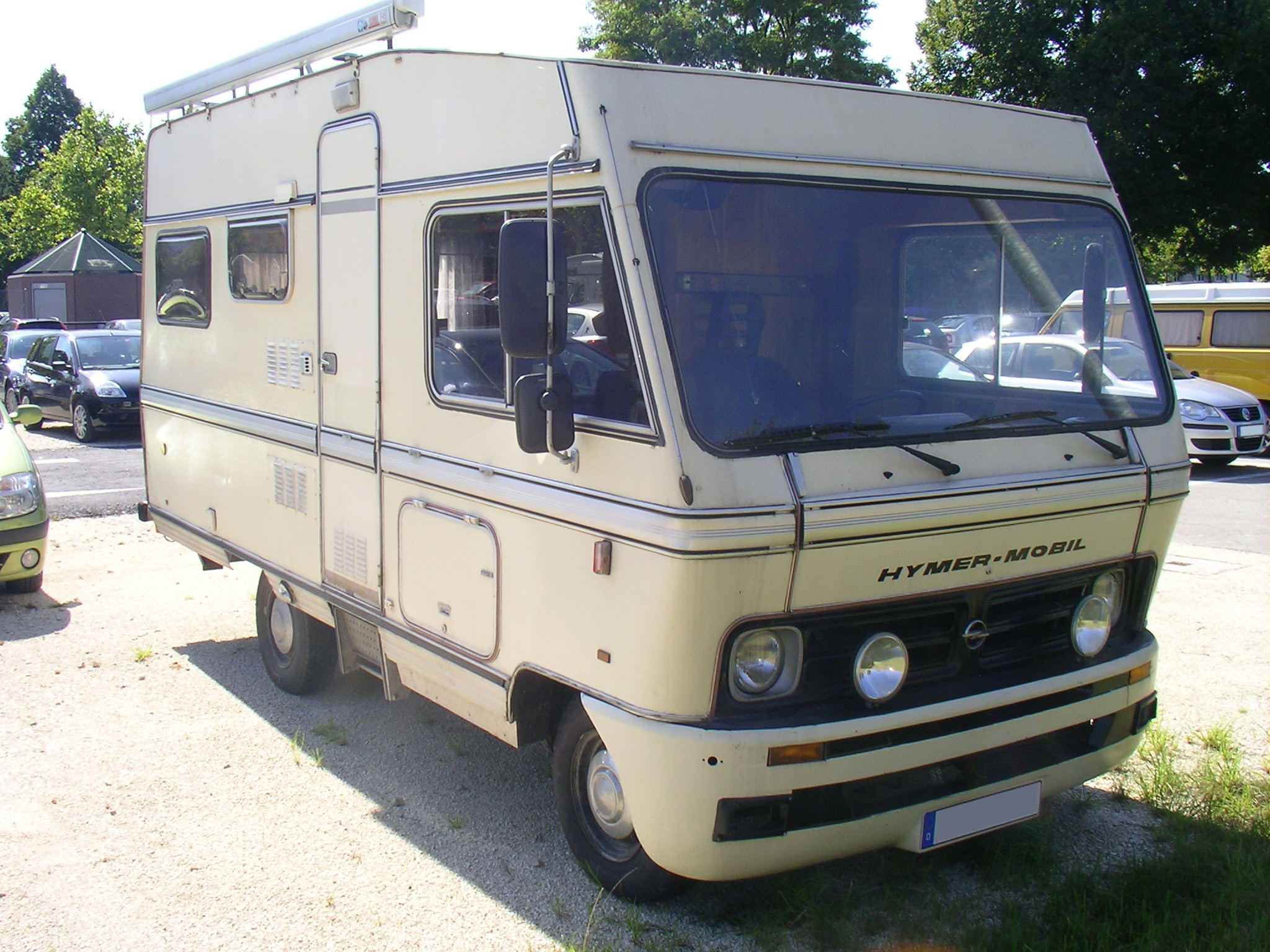
Bedford Blitz mit Hymer-Wohnmobilaufbau
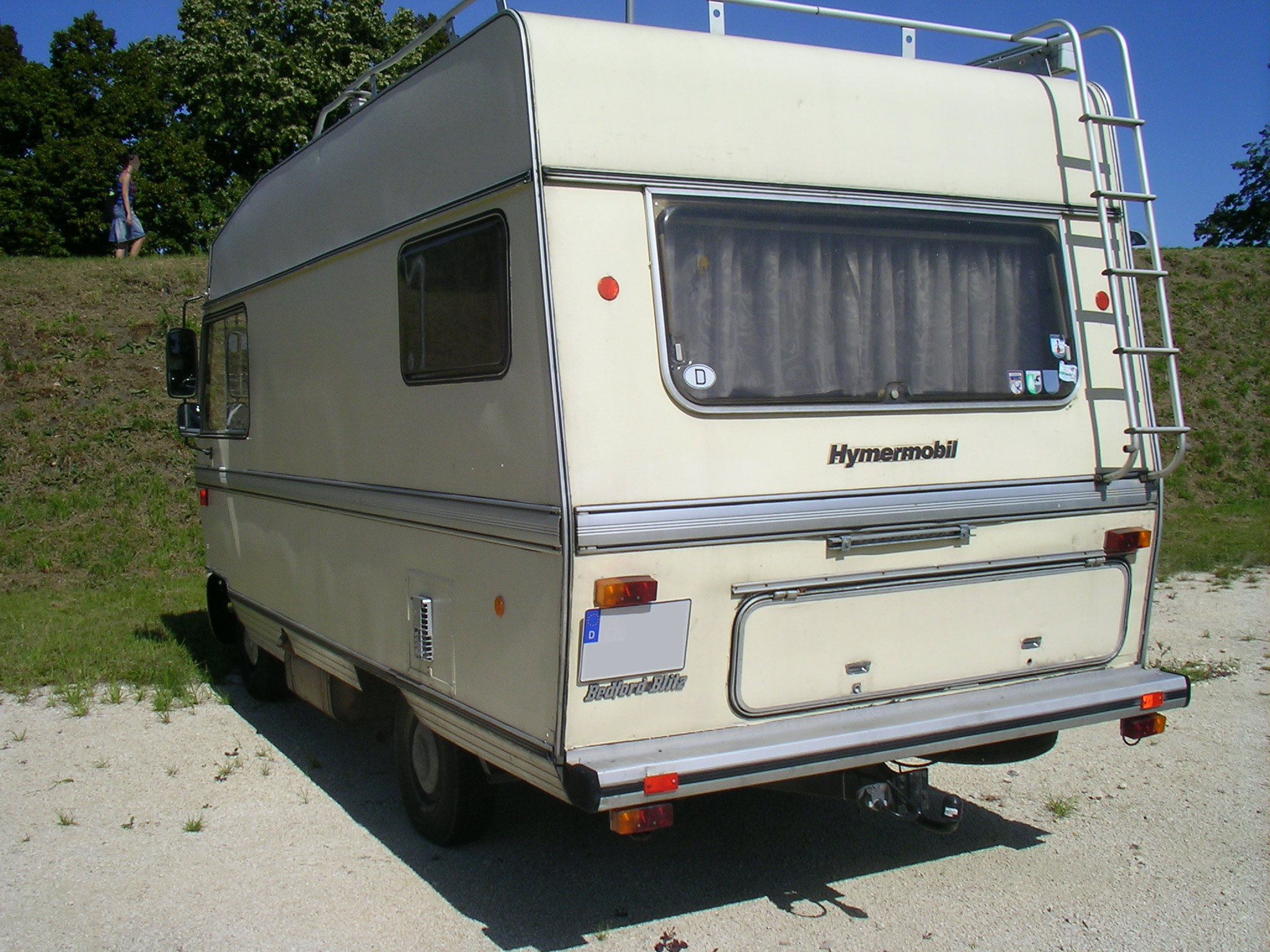
Heckansicht